# アリソン (亀)
アリソン（英語：Allison）とは、アメリカ合衆国テキサス州のサウスパドレ島（南パドレ島）のウミガメ研究保護センター (Sea Turtle Rescue Center) に飼育されるアオウミガメの名である。身体に負った障害を緩和するために、カメでは世界で初めて補助具（人工ヒレの一つ）を装着した個体として知られる。

## 略歴
2005年、アリソンは、サメに食べられたか、左前脚（鰭）及び、左右の後脚（鰭）の計3本を全欠損している状態で発見された。発見時の体長は5 インチ（およそ12 センチメートル）だった。アリソンは保護され治療を受けたが、右前脚（鰭）だけでは左回りに回転する泳ぎしかできない状態となり、息継ぎは人が水面まで持ち上げねばならず、深い水槽での通常の生活が困難だった。
2008年、カメの保護に取り組むシータートル社（Sea Turtle, Inc.）は、イルカに人工ヒレをつけた例があることを参考に、テキサス大学獣医学部及び医学部の協力を得て、アリソンの全欠損した左前脚（鰭）へ補助具を装着する試みが行ったが、欠損した鰭の基部に人工部分を支えるだけの大きさがなく、うまくいかなかった。
2009年、カヌーを漕ぐ物理学を応用して、2つ目の補助具が試された。アリソンの甲羅の背中に、"ネオプレン"という合成ゴム製の、長い背びれ、又は長い舵のような補助具を取り付けたところ、尾をつけた凧が安定するように、以前よりもまっすぐ泳げるようになり、水面で息継ぎもできるようになった。ナショナルジオグラフィックは「すっかり元気を取り戻した」と伝えた。
アリソンは海に戻されることはない。体重600ポンド（約270キログラム）まで育つため、身体に合わせて、補助具を定期的に取り換える必要があるからである。